# Pueblo Bello
Pueblo Bello est une municipalité située dans le département de Cesar, en Colombie.